# Мамаду Майга
Мамаду Майга (фр. Mamadou Maiga, нар. 10 лютого 1995, Бамако, Малі) — малійський футболіст, опорний півзахисник російського клубу «Парі Нижній Новгород».

## Ігрова кар'єра
Мамаду Майга починав грати у футбол у себе на батьківщині у клубі «Жанна д'Арк». У 2016 році він підписав контракт з білоруським клубом «Нафтан» але провів в команді лише два тренувальні матчі і змушений був покинути клуб. Мамаду перебрався до Росії, де виступав на аматорському рівні. У 202 році він був на оглядинах у клубі «Луч» з Владивостока. Та через фінансові проблеми клуба контракт так і не було укладено.
Взимку того року футболіст перейшов до московського «Велеса», ставши першим малійцем в історії клубу. Разом з командою Майга підвищився у класі і вийшов до ФНЛ.
У 2021 році з'явилася інформація про інтерес до гравця з боку московського ЦСКА та бельгійського «Стандарда». У червні 2022 року Майга перейшов у клуб РПЛ «Парі Нижній Новгород» і вже в липні дебютував у новій команді.

## Особисте життя
У Москві Мамаду Майга познайомився з дівчиною, яка народила від нього сина. У листопаді 2021 року футболіст отримав російське громадянство.